# 鲁拉 (法属圭亚那)
鲁拉（法語：Roura，法語發音：[ʁuʁa]）是法国海外省法属圭亚那的一个市镇，属于卡宴区。该市镇总面积为3,902.5平方千米，是法国面积第八大市镇。

## 地理
鲁拉（4°43'42"N, 52°19'27"W）面积3,902.5平方千米，位于法国海外省法属圭亚那。
与鲁拉接壤的市镇（或旧市镇、城区）包括：雷日纳、库鲁、马图里、雷米尔-蒙若利、蒙西内里-托内格朗德、圣埃利。
鲁拉的时区为UTC−03:00。

## 行政
鲁拉的邮政编码为97311、97352，INSEE市镇编码为97310。

## 政治
鲁拉的现任市长为让-克洛德·拉布拉多尔（Jean-Claude Labrador）先生，任期为2020-2026年。

## 人口

1962-2008年间鲁拉人口变化图示

鲁拉于2022年1月1日时的人口数量为3382人。